# Антоний (Граббе)
Анто́ний (в миру граф Алексе́й Гео́ргиевич Гра́ббе; 22 июня 1926, Белград — 12 сентября 2005, Нью-Йорк) — епископ Российской православной автономной церкви на покое (с 2001 года). С 1942 по 1986 годы — клирик РПЦЗ. Сын графа Юрия Павловича Граббе, будущего епископа Григория, многолетнего правителя дел Синодальной канцелярии Русской православной церкви заграницей (РПЦЗ), брат Анастасии Шатиловой (урождённой графини Граббе), издававшей в США журнала «Церковные новости» (РПАЦ).

## Биография
Родился 22 июня 1926 года в Белграде в семье графа Юрий Павловича Граббе. С детства решил служить Церкви, особенно после получения им от митрополита Антония (Храповицкого) фотографии с его подписью «Будущему архиерею».
В 16 лет был поставлен во чтецы
В 1945 году поступил в монастырь послушником в монастырь Иова Почаевского в предместье Мюнхена. Был рукоположён во диакона.
17/30 декабря 1948 года в церкви подворья обители преподобного Иова Почаевского в Мюнхене глава Архиерейского синода РПЦЗ митрополит Анастасий (Грибановский) постриг его в мантию с наречением имени Антоний в честь преподобного Антония Великого. Тогда новопостриженному иеродиакону Антонию было всего 22 года.
В 1948 году в числе первых шести учеников поступил в недавно открывшуюся в Свято-Троицкую семинарию в Джорданвилле. Занятия для первых студентов начались 14 октября 1948 года. Во время обучения в семинарии был рукоположён в иеромонаха.
В 1954 году окончил духовную семинарию со степенью бакалавра богословия и стал директором созданной годом ранее Свято-Сергиевской гимназии в Нью-Йорке, которой он руководил почти 30 лет.
Был секретарём архиепископа Виталия (Максименко), заведовал монастырской канцелярией, был клириком Синодального храма Знамения Божией Матери в Нью-Йорке.
В 1962 году возведён в сан архимандрита, а в 1974 году за труды на благо Русской зарубежной церкви удостоился благодарственной грамоты от Архиерейского собора РПЦЗ.
C утверждением в должности председателя Архиерейского синода РПЦЗ митрополита Филарета, являвшегося самым молодым по времени хиротонии епископом РПЦЗ, влияние протопресвитера Григория Граббе заметно усилилось. Его сын, архимандрит Антоний (Граббе), а также дочери протопресвитера и другие родственники со временем заняли ключевые посты в канцелярии Архиерейского синода и играли важную роль во внутрицерковной жизни РПЦЗ. По выражению Митрофана Зноско-Боровского, после избрания первоиерархом митрополит Филарет фактически стал «пленником отца и сына без Духа Святого и группы его молодёжи». Жалобы на его сына долгое время оставались в Синоде без внимания, так как протопресвитер Георгий Граббе покрывал злоупотребления близких себе людей.

### Начальник Русской духовной миссии в Иерусалиме (РПЦЗ)
В мае 1968 года архимандрит Антоний был назначен начальником Русской Духовной Миссии в Иерусалиме. В конце 1960-х годов в миссии было 16 священнослужителей
и монахов. У Русской Зарубежной Церкви в Святой Земле были монастырь Вознесения Господня на горе Елеон, где находилось более 100 насельниц. Другой обителью была Вифанская Воскресенская община с 40 насельницами. Монастырю принадлежали Гефсиманский сад и храм святой Марии Магдалины с мощами преподобномучениц великой княгини Елисаветы и инокини Варвары. При Вифанской общине находилась большая школа для девочек. Также Русской Зарубежной Церкви принадлежали участок в Хевроне с Мамврийским дубом, скит преподобного Харитона, недвижимость в Иерихоне, Хирбет-Нассаре, Бет-Захаре, Дженинский сад, Пророческие пещеры, Александровское подворье в Иерусалиме («Русские раскопки») с Александро-Невским храмом и порогом Судных врат.
Одновременно с назначением архимандрит Антоний начал активно заниматься делами Православного Палестинского Общества. 5/18 сентября 1969 года на собрании Бюро Администраторов ППО архимандрит Антоний (Граббе) был избран вице-председателем Бюро. В начала 1970-х годов — становится председателем иерусалимского Совета Палестинского Православного общества в составе РПЦЗ. В связи с этим резиденция начальника миссии была временно перемещена на Александровское подворье (Русские раскопки) в Иерусалиме, принадлежавшее Палестинскому обществу.
Развил бурную деятельность по поддержке русских святынь в Святой Земле. В 1984 году ему удалось выиграть судебный процесс против государства Израиль, которое передало СССР бывшее имущество Российской империи в Святой Земле (Горненский монастырь, храмы и участки земли), отсудив в качестве компенсации за моральный ущерб семь миллионов долларов.
С нескрываемой антипатией относился к представителем Московского Патриархата. Всячески препятствовал посещению подчинённых ему обителей официальными делегациями Московского Патриархата. Заранее узнавая о запланированных визитах, он объявлял эти даты «днями скорби» и закрывал монастыри для паломников. В конце 1970-х годов при Миссии издавался информационный бюллетень «Меморандум» о нарушениях свободы совести в СССР. 12 декабря 1983 года принял участие во встрече президента США Рональда Рейгана с представителями американских меньшинств. Во время беседы Рейган прямо сказал, что и он сам, и правительство США понимают разницу между словами «русский» и «советский»..
В 1985 году стало известно, что архимандрит Антоний без благословения священноначалия продал израильскому государству земельные участки Миссии. Свои действия объяснял тем, что эти земли Миссией и так не использовались, а на полученные от их продажи средства он реставрировал здешние монастыри и храмы. В сентябре 1985 года была образована Комиссия по расследованию в составе бывшего Начальника Русской Духовной Миссии в Иерусалиме архиепископа Антония (Синкевича), архиепископа Лавра (Шкурлы) и епископа Илариона (Капрала). Комиссия выявила грубые нарушения в финансовой документации, позволяющие установить факт хищения денежных средств и незаконную продажу земельных участков Миссии арабским собственникам, что вызывало крайнее негодование израильского правительства.

Комиссия обнаружила, что денежная отчётность Русской Духовной Миссии в Иерусалиме находится в хаотическом состоянии, несмотря на то, что Ревизионная Комиссия 1973 года дала архим. Антонию точные указания, как исправить отчётность. Как пример, можно указать на то, что приходо-расходная книга вообще отсутствовала. Некоторые очень крупные суммы церковных денег шли непосредственно на личный счёт о. Антония. Также было много недочётов и в связи с разными финансовыми вопросами и с продажей земельных участков Миссии. Доклад Комиссии по делу о. Антония, излагающий подробно явные нарушения обязанностей опекунства русского церковного имущества архим. Антонием (в американском судопроизводстве называемых fiduciary responsibilities), был представлен Архиерейскому Собору Русской Православной Церкви Заграницей, состоявшемуся в г. Нью-Йорке во второй половине января 1986 года. На основании этого доклада и после продолжительного обсуждения этого вопроса, Собор предложил о. Антонию подать а отставку от своих обязанностей в Русской Духовной Миссии в Иерусалиме и в Православном Палестинском Обществе, и постановлением от 21 янв./3 февр. отстранил его от вышеуказанных обязанностей.

На Архиерейском соборе РПЦЗ, проходившем 3 февраля 1986 года, архимандриту Антонию было предложено добровольно подать прошение об освобождении от обязанностей начальника Духовной Миссии. Следующим действием Архиерейского cинода стало принятое 27 марта 1986 года решение о запрещении бывшего начальника Миссии в священнослужении вплоть до полного урегулирования скандала, связанного с его именем. В ответ на это архимандрит Антоний обратился к Патриарху Сербскому Герману с просьбой о переходе в Сербскую православную церковь. На запрос по этому делу сербской стороны митрополит Виталий (Устинов) заявил о категорической недопустимости подобного перехода клириком, подвергнутым прещению и находящимся под церковным судом. Рассматривая прошение самого архимандрита Антония о переходе в Сербскую Церковь, Архиерейский cинод РПЦЗ, проходивший 29 мая 1986 года, выразил последнему категорический отказ.

### В расколе
Архимандрит Антоний после этого окончательно разорвал общение с РПЦЗ и перешёл в ведение митрополита Нью-Йоркского и Американского Паисия (Лулургаса), иерарха «флоринитского» синода церкви ИПХ Греции, захватив Александровское подворье с храмом во имя великого князя Александра Невского в Иерусалиме.
Реакцией руководства Русской Зарубежной Церкви на уход архимандрита Антония было решение об извержении его из священного сана «за безответственную растрату церковных средств, отсутствие отчётности в Русской духовной Миссии в Иерусалиме, нарушение законов об управлении чужим имуществом и соблазнительный образ жизни в нравственном отношении», принятое 4 сентября 1986 года на заседании Архиерейского Синода РПЦЗ. Кроме того, Секретарь Синода РПЦЗ архиепископ Манхеттенский Лавр (Шкурла) выразил письменный протест руководству «флоринитского» синода церкви ИПХ Греции.
Первоиерарх «флоринитского» синода церкви ИПХ Греции архиепископ Афинский и всея Эллады Хризостом II (Киусис), надеясь на восстановление евхаристического общения с РПЦЗ, в своем письме от 2 августа 1986 года к митрополиту Нью-Йоркскому и Американскому Паисию (Лулургасу), заявил о недопустимости принятия архимандрита Антония (Граббе). Предписание архиепископа было исполнено. После выхода из РПЦЗ архимандрит Антоний сохранил за собой должность президента Православного Палестинского Общества и настоятельство в храме у Судных врат в Иерусалиме. Вплоть до 1996 года он пребывал в абсолютной внешней изоляции.
Сразу после этого решения в Иерусалиме началось дробление Православного Палестинского Общества. Архимандрит Антоний и его сторонники не стали допускать представителей РПЦЗ на Александровское подворье и в храм Александра Невского, располагающийся на Александровском подворье.
В 1995 году подал прошение о переходе в Российскую православную свободную церковь, возглавляемую бывшим епископом РПЦЗ Валентином (Русанцовым), но не был принят, но не получил положительного ответа. По видимому решение перейти в РПСЦ возникло у него потому, что его отец заштатный епископ РПЦЗ Григорий (Граббе), в мае 1995 года посетил Суздаль и высказал всецелую поддержку деятельности епископа Валентина.

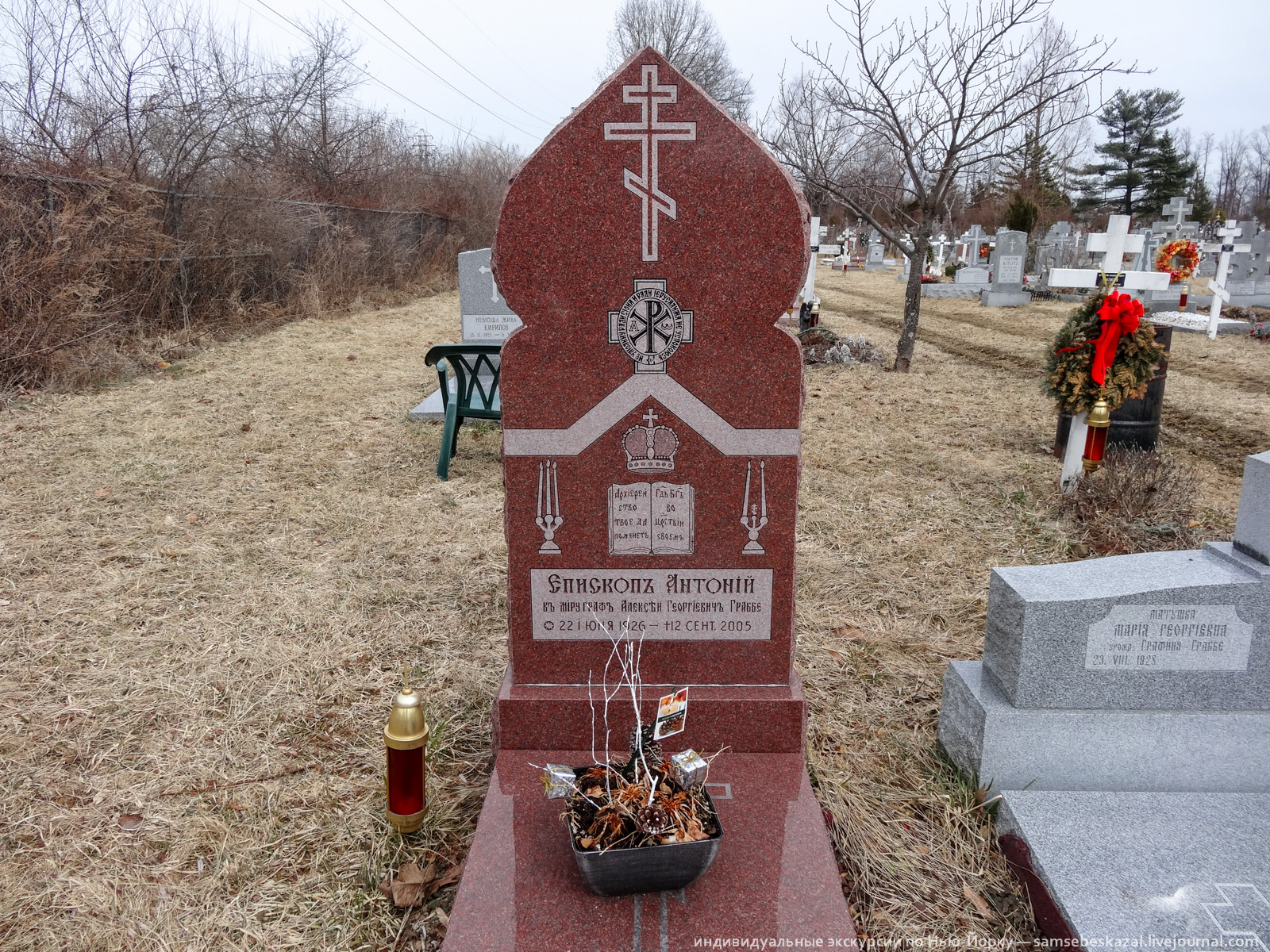
Могила епископа Антония на Ново-Дивеевском кладбище

В 1996 году возник в «афанасиевский» синод церкви ИПХ Греции, возглавляемый митрополитом Ахарнонским Афанасием (Хараламбидисом). Перейдя в «афанасиевскую» юрисдикцию, митрополит Американский Паисий (Лулургас) ходатайствовал о присоединении архимандрита Антония (Граббе). Прошение митрополита Паисия было удовлетворено. Спустя несколько месяцев после присоединения архимандрита Антония, епископат «афанасиевского» синода церкви ИПХ Греции принял решение о необходимости рукоположения архимандрита Антония во епископа. Архиерейская хиротония епископа Антония (Граббе) состоялась 13 октября 1996 года в соборе святой Ирины в Нью-Йорке. В рукоположении приняли участие митрополит Нью-Йоркский и Американский Паисий (Лулургас) и митрополит Пирейский Викентий (Маламатениос).
После выхода из «афанасиевского» синода епископ Антоний (Граббе) совершил попытку войти в состав епископата Российской православной автономной церкви, однако ему было отказано и на протяжении последующих трех лет он вёл независимое и не обремененное какой-либо юрисдикционной принадлежностью существование. В декабре 2001 года тяжело больной епископ Антоний был принят в Российскую православную автономную церковь как епископ на покое. Проживал на покое в Нью-Йорке, молясь и принимая Святые Тайны в Никольском приходе в Элмвуд-парке.
По воспоминаниям Сергея Таубе: «Последние годы, разбитый и больной, владыка жил в старческом доме в Нью-Йорке и иногда приезжал молиться в домовый храм РПАЦ, где молились последние члены некогда прославленной семьи Граббе». Страдал болезнью Паркинсона и тяжело умирал в своей квартире в Нью-Йорке.
Скончался 12 сентября 2005 года в Нью-Йорке на 79-м году жизни. Похоронен на русском кладбище Ново-Дивеевского монастыря. 14 сентября 2005 года в Свято-Николаевском храме в Элмвуд-Парке (штат Нью-Джерси) первоиерарх РПАЦ митрополит Суздальский и Владимирский Валентин (Русанцов), игумен Андрей (Маклаков) и священник Фотий Розеборо совершили чин погребения. 1 октября 2007 года на кладбище при женском монастыре Ново-Дивеево (Spring Valley, N.Y.) состоялось освящение надгробного памятника

## Публикации
- От Св. Сергиевской Гимназии // Православная Русь.	1960. — № 20
- Актовая речь иг. Антония // Православная Русь. 1962. — № 13
- Праздничное приветствие // Православная Русь.	1963. — № 1
- Свято-Сергиевская гимназия ко всем русским людям! // Православная Русь. 1966. — № 19.
- Воззвание начальника Русской Духовной Миссии в Иерусалиме архимандрита Антония всему православному русскому народу // Православная Русь. 1970. — № 2.
- Пасхальное приветствие // Православная Русь. 1971. — № 9.
- Письмо в редакцию // Православная Русь. 1971. — № 17.
- Николай Зотикович Кадесников // Православная Русь. 1971. — № 18.
- Воззвание начальника Русской Духовной Миссии в Иерусалиме // Православная Русь. 1971. — № 23.
- Русская церковная и общественная дѣятельность на Ближнемъ Востокѣ // Православный Путь. Церковно-богословско-философскій Ежегодникъ. Приложеніе къ журналу «Православная Русь». — Jordanville: Типографія преп. Іова Почаевскаго. Holy Trinity Monastery, 1972. — С. 104—120.
- Праздничное Рождественское послание // Православная Русь. 1972. — № 2.
- Праздничное приветствие // Православная Русь.	1973. — № 2.
- Обращение // Православная Русь. 1973. — № 6.
- Просьба // Православная Русь.	1973. — № 16.
- И над просвещением висит «Дамоклов меч» // Православная Русь.	1976. — № 16.
- Рождественское приветствие // Православная Русь. 1978. — № 3.
- Пасхальное приветствие // Православная Русь. 1978. — № 10.
- Обращение // Православная Русь. 1979. — № 3.
- Воззвание начальника Русской Духовной Миссии в Иерусалиме // Православная Русь. 1977. — № 24.
- Призыв о помощи Святой Земле // Православная Русь. 1980. — № 21.
- Благочестивым жертвователям на нужды Русской Духовной Миссии // Православная Русь. 1981. — № 8.
- Подвиг жизни во Христе / биограф. очерк М. В. Ардова. — М., 1997. — 64 с.